# Ponikve (Golubac)
Pour les articles homonymes, voir Ponikve.
Ponikve (en serbe cyrillique : Поникве) est un village de Serbie situé dans la municipalité de Golubac, district de Braničevo. Au recensement de 2011, il comptait 72 habitants.

## Démographie

### Évolution historique de la population
| 1948 | 1953 | 1961 | 1971 | 1981 | 1991 | 2002 | 2011 |
| ---- | ---- | ---- | ---- | ---- | ---- | ---- | ---- |
| 138  | 132  | 126  | 117  | 112  | 103  | 97   | 72   |

|  |